# ترافيس فورد
ترافيس فورد (بالإنجليزية: Travis Ford)‏ (29 ديسمبر 1969 بماديسونفيل في الولايات المتحدة - ) هو مدرب كرة سلة وممثل ولاعب كرة سلة أمريكي في مركز الهجوم خلفي. لعب مع كنتاكي وايلدكاتس ‏.

## وصلات خارجية
- ترافيس فورد على موقع IMDb (الإنجليزية)

- ترافيس فورد على موقع كلية كرة السلة في سبورتس رفرنس.كوم (الإنجليزية)
- ترافيس فورد على موقع ريلجم (الإنجليزية)
- ترافيس فورد على موقع كلية كرة السلة في سبورتس رفرنس.كوم (الإنجليزية)